# Жан Тристан Французский
Жан Тристан Французский (фр. Jean Tristan de France; 8 апреля 1250, Думьят — 3 августа 1270, Тунис) — французский принц, граф Валуа и Крепи с марта 1269 года, граф Невера (по праву жены) с июня 1265, 4-й сын короля Франции Людовика IX Святого и Маргариты Прованской.
Отец в 1265 году женил его на богатой наследнице — графине Невера Иоланде Бургундской. В 1269 году получил в качестве апанажа графство Валуа. В 1270 году отправился вместе с отцом в Восьмой крестовый поход в Тунис, во время которого умер от дизентерии или тифа. Его тело, как и тела умерших во время этого крестового похода отца и нескольких других членов семьи в 1271 году доставил во Францию брат, Карл I Анжуйский. Согласно завещанию отца был похоронен не в королевской гробнице в аббатстве Сен-Дени, а в церкви монастыря Ройомон.

## Биография
Жан Тристан родился 8 апреля 1250 года в Дамьетте, где его отец, король Франции Людовик IX Святой во время Седьмого крестового похода был в плену у мамлюков в Египте. По сообщению хронистов, из-за грусти, которую ощущала его мать, Маргарита Прованская, поскольку её муж был в плену, и из-за несчастий христианского народа, Жан получил второе имя Тристан в честь Тристана, персонажа рыцарских романов.
В 1254 году Жан Тристан вместе с родителями вернулся во Францию, где жил при королевском дворе в Париже. По сообщениям хронистов он был любимым сыном. При этом отец желал, чтобы Жан Тристан избрал церковную карьеру и стал монахом-доминиканцем, однако Жан на это ответил отказом.
Собираясь в крестовый поход, король Людовик IX в марте 1269 года выделил своим младшим сыновьям апанажи, хотя и не очень богатые. Жану Тристану досталось графство Валуа (с Крепи). При этом король женил своего сына на Иоланде Бургундской, наследнице богатого бургундского графства Невер. Договор о браке был заключён 8 июня 1258 года в Венсене, сама церемония состоялась в июне 1265 года. Невер Иоланда унаследовала от своей матери Матильды II де Бурбон-Дампьер, умершей в 1262 году.
В 1270 году  Жан Тристан в числе других членов семьи вместе с отцом отправился в Тунис в рамках Восьмого крестового похода. Однако этот поход окончился полной неудачей, поскольку в армии крестоносцев разразилась эпидемия дизентерии или тифа, от которой Жан Тристан умер 3 августа, а вскоре после этого (25 августа) умер от цинги и его отец, Людовик IX.
Тела Жана Тристана и короля младший брат Людовика, Карл I Анжуйский, доставил во Францию. По пути умерло ещё несколько членов королевской семьи. Похороны состоялись в мае 1271 года. По воле Людовика IX, узнавшего на смертном одре о смерти любимого сына, тело Жана Тристана, также как и тела умерших раньше старших братьев Людовика и Жана и сестры Бланки похоронили не в королевском некрополе в аббатстве Сен-Дени, а в церкви монастыря Ройомон, основанного Людовиком и его матерью Бланкой Кастильской. Это стало продолжением новой королевской политики, по которой в Сен-Дени стали хоронить только королей и их жён.
Владения Жана Тристана, Валуа и Крепи, были вновь присоединены к королевскому домену. Вдова Жана Тристана, Иоланда Бургундская, сохранившая в личном владении Невер, в 1272 году вышла вторично замуж за Роберта Бетюнского, старшего сына и наследника графа Фландрии Ги де Дампьера, принеся мужу в приданое Невер.

## Брак
Жена: с июня 1265 Иоланда Бургундская (ок. 1248/1249 — 2 июня 1280), графиня Невера с 1262, дочь Эда Бургундского, графа Шароле, и Матильды II де Бурбон-Дампьер, дамы де Бурбон и де Донзи, графини Невера, Осера и Тоннера. Детей от брака не было.